# Campeonato Maranhense 1992
In 1992 werd het 73ste Campeonato Maranhense gespeeld voor voetbalclubs uit Braziliaanse staat Maranhão. De competitie werd georganiseerd door de FMF en werd gespeeld van 10 mei tot 19 december. Sampaio Corrêa werd kampioen. 

## Eerste Toernooi

### Eerste fase

#### Groep A
| Plaats | Club           | Wed. | W | G | V | Saldo | Ptn. |
| ------ | -------------- | ---- | - | - | - | ----- | ---- |
| 1.     | Moto Club      | 9    | 9 | 0 | 0 | 35:6  | 18   |
| 2.     | Maranhão       | 9    | 5 | 4 | 0 | 23:4  | 14   |
| 3.     | Sampaio Corrêa | 9    | 6 | 1 | 2 | 16:4  | 13   |

|  | Geplaatst voor tweede fase |

#### Groep B
| Plaats | Club           | Wed. | W | G | V | Saldo | Ptn. |
| ------ | -------------- | ---- | - | - | - | ----- | ---- |
| 1.     | Tupan          | 6    | 1 | 1 | 4 | 6:15  | 3    |
| 2.     | Expressinho    | 6    | 0 | 1 | 5 | 2:14  | 1    |
| 3.     | Boa Vontade    | 6    | 0 | 1 | 5 | 2:19  | 1    |
| 4.     | Vitória do Mar | 6    | 0 | 1 | 5 | 1:18  | 1    |

|  | Geplaatst voor tweede fase |

#### Groep C
| Plaats | Club        | Wed. | W | G | V | Saldo | Ptn. |
| ------ | ----------- | ---- | - | - | - | ----- | ---- |
| 1.     | Bacabal     | 5    | 4 | 1 | 0 | 13:2  | 9    |
| 2.     | Pinheiro    | 5    | 1 | 3 | 1 | 6:5   | 5    |
| 3.     | Coelho Neto | 5    | 0 | 1 | 4 | 5:22  | 1    |

|  | Geplaatst voor tweede fase |

### Tweede fase
| Plaats | Club           | Wed. | W | G | V | Saldo | Ptn. |
| ------ | -------------- | ---- | - | - | - | ----- | ---- |
| 1.     | Moto Club      | 6    | 4 | 1 | 1 | 12:2  | 9    |
| 2.     | Sampaio Corrêa | 6    | 3 | 2 | 1 | 6:3   | 8    |
| 3.     | Maranhão       | 6    | 2 | 4 | 0 | 5:3   | 8    |
| 4.     | Bacabal        | 6    | 3 | 1 | 2 | 7:5   | 7    |
| 5.     | Pinheiro       | 6    | 1 | 3 | 2 | 4:6   | 5    |
| 6.     | Tupan          | 6    | 1 | 1 | 4 | 8:12  | 3    |
| 7.     | Expressinho    | 6    | 0 | 2 | 4 | 3:14  | 2    |

|  | Geplaatst voor derde fase |

### Derde fase
| Plaats | Club           | Wed. | W | G | V | Saldo | Ptn. |
| ------ | -------------- | ---- | - | - | - | ----- | ---- |
| 1.     | Maranhão       | 3    | 1 | 2 | 0 | 6:2   | 4    |
| 2.     | Moto Club      | 3    | 1 | 1 | 1 | 2:5   | 3    |
| 3.     | Bacabal        | 3    | 0 | 3 | 0 | 2:2   | 3    |
| 4.     | Sampaio Corrêa | 3    | 0 | 2 | 1 | 1:2   | 1    |

|  | Krijgt bonuspunt voor de derde toernooi |

## Tweede toernooi

### Eerste fase

#### Groep Capital
| Plaats | Club           | Wed. | W | G | V | Saldo | Ptn. |
| ------ | -------------- | ---- | - | - | - | ----- | ---- |
| 1.     | Moto Club      | 5    | 3 | 2 | 0 | 12:3  | 8    |
| 2.     | Sampaio Corrêa | 5    | 2 | 2 | 1 | 12:7  | 6    |
| 3.     | Maranhão       | 5    | 2 | 2 | 1 | 9:4   | 6    |
| 4.     | Tupan          | 4    | 1 | 1 | 2 | 6:7   | 3    |
| 5.     | Expressinho    | 4    | 0 | 1 | 3 | 1:14  | 1    |

|  | Geplaatst voor tweede fase |
|  | Play-off voor tweede fase  |

#### Groep Interior
| Plaats | Club         | Wed. | W | G | V | Saldo | Ptn. |
| ------ | ------------ | ---- | - | - | - | ----- | ---- |
| 1.     | Pinheiro (1) | 5    | 4 | 1 | 0 | 11:4  | 3    |
| 2.     | Bacabal      | 5    | 1 | 1 | 3 | 4:8   | 3    |
| 3.     | Coelho Neto  | 5    | 1 | 1 | 3 | 5:13  | 3    |

(1)Pinheiro kreeg vijf strafpunten voor het opstellen van de speler Tadeu Buiuna in de wedstrijd tegen Sampaio Corrêa, terwijl die na drie gele kaarten eigenlijk niet had mogen spelen.
|  | Geplaatst voor tweede fase |
|  | Play-off voor tweede fase  |

#### Play-off
| Team #1 | Tot.  | Team #2 | 1ste wed | 2de wed |
| ------- | ----- | ------- | -------- | ------- |
| Tupan   | 5 - 6 | Bacabal | 3 - 3    | 2 - 3   |

### Tweede fase

#### Groep Interior
| Plaats | Club           | Wed. | W | G | V | Saldo | Ptn. |
| ------ | -------------- | ---- | - | - | - | ----- | ---- |
| 1.     | Sampaio Corrêa | 8    | 3 | 3 | 2 | 11:8  | 9    |
| 2.     | Pinheiro       | 8    | 3 | 2 | 3 | 6:9   | 8    |
| 3.     | Moto Club      | 8    | 2 | 4 | 2 | 10:8  | 8    |
| 4.     | Bacabal        | 8    | 2 | 4 | 2 | 5:6   | 8    |
| 5.     | Maranhão       | 8    | 1 | 5 | 2 | 7:8   | 7    |

|  | Geplaatst voor tweede fase |

### Derde fase
| Plaats | Club           | Wed. | W | G | V | Saldo | Ptn. |
| ------ | -------------- | ---- | - | - | - | ----- | ---- |
| 1.     | Pinheiro       | 2    | 1 | 1 | 0 | 3:1   | 3    |
| 2.     | Moto Club      | 2    | 1 | 0 | 1 | 2:2   | 2    |
| 3.     | Sampaio Corrêa | 2    | 0 | 1 | 1 | 1:3   | 1    |

|  | Krijgt bonuspunt voor de finaleronde |

## Derde toernooi
| Plaats | Club           | Wed. | W | G | V | Saldo | Ptn. |
| ------ | -------------- | ---- | - | - | - | ----- | ---- |
| 1.     | Sampaio Corrêa | 6    | 4 | 1 | 1 | 8:4   | 9    |
| 2.     | Moto Club      | 6    | 4 | 0 | 2 | 7:6   | 8    |
| 3.     | Maranhão       | 6    | 2 | 1 | 3 | 5:4   | 6    |
| 4.     | Pinheiro       | 6    | 0 | 2 | 4 | 4:10  | 3    |

|  | Geplaatst voor finaleronde als winnaar derde toernooi            |
|  | Geplaatst voor finaleronde als winnaar eerste of tweede toernooi |

## Finaleronde
Alle drie de wedstrijden eindigden op een gelijkspel, Sampaio Corrêa werd kampioen omdat ze het beste gepresteerd hadden over het hele seizoen. 
| Plaats | Club           | Wed. | W | G | V | Saldo | Ptn. |
| ------ | -------------- | ---- | - | - | - | ----- | ---- |
| 1.     | Sampaio Corrêa | 2    | 0 | 2 | 0 | 0:0   | 2    |
| 2.     | Maranhão       | 2    | 0 | 2 | 0 | 0:0   | 2    |
| 3.     | Pinheiro       | 2    | 0 | 2 | 0 | 0:0   | 2    |

|  | Kampioen |

### Kampioen
| Campeonato Maranhense de 1992       |
| Maranhão                            |
| ----------------------------------- |
| SAMPAIO CORRÊA Kampioen (24° titel) |